# ウースター家の掟
『ウースター家の掟』（ウースターけのおきて、The Code of the Woosters）は、P・G・ウッドハウスの小説。1938年10月7日にロンドンのハーバート・ジェンキンスがイギリスで、ニューヨーク州のダブルデイがアメリカ合衆国で出版した。それに先立って『サタデー・イブニング・ポスト』（米国）で同年7月16日から9月3日まで、ロンドンの『デイリー・メール』で同年9月14日から10月6日まで連載された。
『ウースター家の掟』はウッドハウスの最もよく知られる創作物のバーティー・ウースターと彼の従僕ジーヴスの2人を取り上げる3作目の長編小説である。

## あらすじ
ウースター家の掟はトトレイ・タワーズ・サガの最初の1回である。それはトトレイ・タワーズのオーナーサー・ワトキン・バセットと、伯爵昇格後にLord Sidcup として知られるロデリック・スポードのキャラクターを語り始める。 
バーティーが彼の魚顔をしたイモリ愛好家の友人ガッシー・フィンク＝ノトルのせいで吐いてしまった昨晩の独身パーティーから回復するところから物語は始まる。まだ回復途中の間、彼は、彼の幾分愛されているダリア叔母さんの前に呼ばれ、彼女に奇妙な骨董品店へ行き、「牛型クリーマーをけなしなさい」と指示された。これは、骨董品の銀細工がダリアの収集家の夫トム・トラヴァースにより購入される前に、店のオーナーの自信を喪失させる努力である。店にいる間、バーティーはサー・ワトキン（また別の銀細工収集家）とスポード（おばのサー・ワトキンは結婚を計画している）とともに彼の最初の追い込みをした。バーティーはこの過酷な試練を比較的無傷で逃れたが、後で分かったのは、ロブスターと冷たいキュウリを巻き込んだ秘密の不正行為を通じて、サー・ワトキンはトム叔父さんの代わりにクリーマー所持を獲得し、トトレイ・タワーズに持って行ったということだ。バーティーは既にそこへ向かっていた。ガッシーとサー・ワトキンの疲れ果て過度に感傷的な娘マデライン・バセットの突然の婚約解消を取り繕う大慌ての試みへと。しかし今彼は追加して出来そうにない課題をダリア叔母さんにあてがわれている。スポードと地元の巡査の2人により守られている牛型クリーマーの奪取である。サー・ワトキンが後見人を務めるアナーキーな若いスティッフイー・ビングのトトレイ・タワーズの存在により、彼の状況は唯さらに複雑化した。スティッフイーはバーティーに地元の副牧師と結婚をする彼女の計画を披露した。その相手は"スティンカー" ピンカーというバーティーのまた別の古い友人である。ガッシーのしっかりした革表紙のノート、その中で彼はサー・ワトキンとスポードの多くの短所について愛情を込め広範囲にわたり詳しく述べ、また牛型クリーマーは地元のコミュニティのあたりを自由に歩き回るガッシーの所有を免れた。
ジーヴスの理知は極度に緊張しているが、最後には、その2組のカップルはまだ婚約中であり、牛型クリーマーは正当なオーナーの手に戻り、バーティーはスポードにパルプで叩かれず、巡査のヘルメットを盗んだかどで投獄されず、マデラインともスティッフイーとも結婚に縛られず、有名なアナトールによる調理の食事から締め出されていない。感謝をして、彼はジーヴスが主催している世界一周航海に同意し、彼は絶対最悪と考えスティッフイー・ビングには会おうとしない。
実際のウースター家の掟は「汝、友を落胆させるべからず」である。

## 適用
『ウースター家の掟』は、バーティー役のリチャード・ブライアーズとジーヴス役のマイケル・ホーダーン出演 "What Ho! Jeeves" シリーズの一部としてラジオに適用された。
プロットのほとんどはITVシリーズ『ジーヴス・アンド・ウースター』第2シーズンでの最初の2話から適用された。
2006年4月9日に、BBC Radio 4は『ウースター家の掟』をクラシック・シリアルで放送した。アンドリュー・サックスはジーヴス役として、マーカス・ブリストックはバーティー・ウースター役として登場する。